# Walerian II
Walerian II, Licinius Cornelius Valerianus, Valerianus II – cesarz rzymski.
Syn cesarza rzymskiego Galiena i Saloniny. Starszy brat Salonina. Współrządził Cesarstwem Rzymskim razem z ojcem. Został zamordowany około roku 257, najprawdopodobniej przez Ingenuusa.